# IADA
Die Internationale Arbeitsgemeinschaft der Archiv-, Bibliotheks- und Graphikrestauratoren (IADA) ging 1967 aus der Arbeitsgemeinschaft der Archivrestauratoren (ADA) hervor, die bereits seit dem 28. Februar 1957 bestand.

## Zweck der Arbeitsgemeinschaft
- fachliche Fortbildung der Restauratoren
- Förderung des Nachwuchses
- gegenseitiger Erfahrungsaustausch
- internationale Zusammenarbeit mit vergleichbaren Einrichtungen
- Pflege der Kollegialität
- Verfolgung gemeinnütziger Ziele und Aufgaben
- Vertretung beruflicher Interessen

Der Verein ist in folgenden Bereichen aktiv, die er als seine Aufgaben ansieht:
- Arbeitskreise
- Arbeitstagungen
- Ausstellungen
- Fachausschüsse
- Herausgabe des Journal für Paperconservation (JPC)

Seit 1991 hat sich der Verein der Europäischen Vereinigung der Restauratorenverbände (E.C.C.O.) angeschlossen und seit 1995 auch der Vereinigung Deutscher Restauratorenverbände (VDR), die ab 2001 in den Verband der Restauratoren e.V. (VDR) überging.